# Conseil des conférences épiscopales d'Europe
Ne doit pas être confondu avec Commission des épiscopats de l'Union européenne.

Logo du CCEE

Le Conseil des conférences épiscopales d’Europe (en latin : Consilium Conferentiarum Episcoporum Europae, abrégé CCEE) est au sein de l’Église catholique une conférence réunissant les ordinaires responsables des nations européennes (au sens géographique du terme, de l’Islande à la Russie), soit les présidents de 32 conférences épiscopales et du synode de l’Église grecque-catholique ukrainienne, et six titulaires de sièges hors conférences épiscopales. 
Le CCEE ne doit pas être confondu avec la Commission des épiscopats de l’Union européenne (encore abrégé COMECE pour « Commission des épiscopats de la communauté européenne ») qui se limite quant à elle au périmètre de l’Union européenne et a pour mission de créer des liens avec les instances européennes.

## Histoire
À la suite du concile Vatican II, une douzaine de présidents de conférences épiscopales européennes expriment le désir de travailler ensemble.
Le Conseil des conférences épiscopales d’Europe est officiellement créé et reconnu par la Congrégation pour les évêques en mars 1971. Ses statuts actuels datent de 1995. 
Le siège du secrétariat du CCEE est à Saint-Gall, en Suisse.

## Missions
Le but du CCEE est défini à l’article 1 de ses statuts : le CCEE « est un organisme de communion entre les conférences épiscopales d’Europe qui a comme finalité la promotion et la conservation ds biens de l’Église ». En particulier, le CCEE se donne pour objectif « d’exercer la collégialité dans la communion hiérarchique cum et sub Pietro (c’est-à-dire avec et sous l’autorité du pontife romain) ; de parvenir à une communication et à une coopération plus étroites entre les évêques et les conférences épiscopales européennes pour promouvoir et inspirer la nouvelle évangélisation dans le contexte européen ; de promouvoir la communion avec les conseils des conférences épiscopales des autres continents ; de soutenir la coopération œcuménique en Europe pour rétablir l’unité des chrétiens et de donner un témoignage ecclésial vivant à la société européenne ».  

## Membres
Les membres du CCEE sont :
- les présidents des 32 conférences épiscopales catholiques établies en Europe : Albanie, Allemagne, Angleterre et pays de Galles, Autriche, Belgique, Biélorussie, Bosnie-Herzégovine, Bulgarie, Croatie, Écosse, Espagne, France, Grèce, Hongrie, Irlande (dont l’Irlande du Nord), Italie, Lettonie, Lituanie, Malte, pays du Nord (Danemark, Finlande, Islande, Norvège, Suède), Pays-Bas, Pologne, Portugal, Roumanie, Russie, Saints-Cyrille-et-Méthode (Kosovo, Macédoine du Nord, Monténégro, Serbie), Slovaquie, Slovénie, Suisse, Tchéquie, Turquie, Ukraine ;
- le président du synode de l’Église grecque-catholique ukrainienne ;
- six titulaires de sièges n’appartenant à aucune conférence épiscopale : l’archevêque de Luxembourg, l’archevêque de Monaco, l’archéparque de Chypre des Maronites, l’évêque de Chișinău (Moldavie), l’éparque de Moukatchevo des Ruthènes (Ukraine), et l’administrateur apostolique d’Estonie[2].

## Présidence
Le CCEE est actuellement présidée pour le mandat 2021-2026 par Gintaras Linas Grušas, archevêque de Vilnius et président de la Conférence épiscopale lituanienne.

### Anciens présidents
- 1971-1979 : Roger Etchegaray, archevêque de Marseille (France)
- 1979-1986 : Basil Hume, archevêque de Westminster (Angleterre)
- 1986-1993 : Carlo Maria Martini, archevêque de Milan (Italie)
- 1993-2001 : Miloslav Vlk, archevêque de Prague (Tchéquie)
- 2001-2006 : Amédée Grab, évêque de Coire (Suisse)
- 2006-2016 : Péter Erdő, archevêque d’Esztergom-Budapest (Hongrie)
- 2016-2021 : Angelo Bagnasco, archevêque de Gênes (Italie)